# Đảo Banks
Đảo Banks (tiếng Anh: Banks Island) là một trong các đảo lớn của quần đảo Bắc Cực Canada, đảo nằm tại vùng Inuvik của Các Lãnh thổ Tây Bắc, Canada. Đảo Banks tách biệt với đảo Victoria ở phía đông qua eo biển Prince of Wales và tách biệt với lục địa qua vịnh Amundsen ở phía nam. Biển Beaufort nằm ở phía tây của đảo. Ở phía đông bắc, eo biển M'Clure tách đảo Banks với đảo Prince Patrick và đảo Melville.
Hòn đảo được William Edward Parry đặt tên là "Đất Banks" vào năm 1820 để tưởng nhớ tới Joseph Banks. Tuy nhiên, trong chuyến thám hiểm khu vực của Robert McClure (1850–1854) hòn đảo được đánh dấu trên bản đồ của họ với tên gọi "đảo Baring".
Điểm định cư thường xuyên duy nhất trên đảo, Sachs Harbour hay Ikhuak là một làng nhỏ của người Inuvialuk, nằm ở bờ biển tây nam. Hai khu bảo tồn chim di trú cấp liên bang của Canada đã được hình thành trên đảo vào năm 1961. Hòn đảo này không có cây, loài thực vật cao nhất, liễu Bắc Cực, đôi khi mọc cao đến đầu gối con người song thường không cao trên 10 cm (3,9 in).
Đảo Banks có diện tích 70.028 km2 (27.038 dặm vuông Anh) và là đảo lớn thứ 24 trên thế giới và đảo lớn thứ năm tại Canada. Đảo dài khoảng 380 km (240 mi), và ở điểm rộng nhất tại cực bắc, đảo rộng 290 km (180 mi). Điểm cao nhất trên đảo nằm ở phía nam, Durham Heights và có cao độ 730 m (2.400 ft). Hòn đảo là một phần của Quần đảo Bắc Cực Canada, và có 114 cư dân vào năm 2001, tất cả đều sống tại Sachs Harbour.
Đảo Banks là nơi sinh sống của hai phần ba tổng số ngỗng tuyết nhỏ trên thế giới, chúng qua vịnh Amundsen từ đất liền. Có một cuộc săn ngỗng thường niên vào mùa xuân ở bên ngoài Sachs Harbour. Hòn đảo là một phần của quần xã sinh vật lãnh nguyên, có mùa đông rất lạnh. Hòn đảo là nơi sinh sống của Rangifer tarandus groenlandicus (caribou đất cằn), gấu trắng Bắc Cực, bò xạ, và các loài chim như Turdus migratorius (chim két Mỹ) và nhạn. Có trên 68.000 bò xạ sinh sống trên đảo, chiếm phần lớn tổng số loài này trên thế giới.
Vườn quốc gia Aulavik của Canada nằm trên 12.274 km2 (4.739 dặm vuông Anh) đất thấp Bắc Cực ở phía cực bắc của đảo. Công viên là nơi tập trung số bò xạ nhiều nhất trên trái đất, và là nơi sinh sống của loài tuần lộc Rangifer tarandus pearyi có nguy cơ thuyệt chủng. Sông Thomsen chảy qua công viên, và là sông cực bắc có khả năng thông hành (bằng xuồng) tại Bắc Mỹ. Lagopus muta (gà gô trắng xám đá) và quạ thường được cho là những loài chim sống quanh năm duy nhất của vườn, mặc dù có 43 loài sinh sống tại khu vực theo mùa.

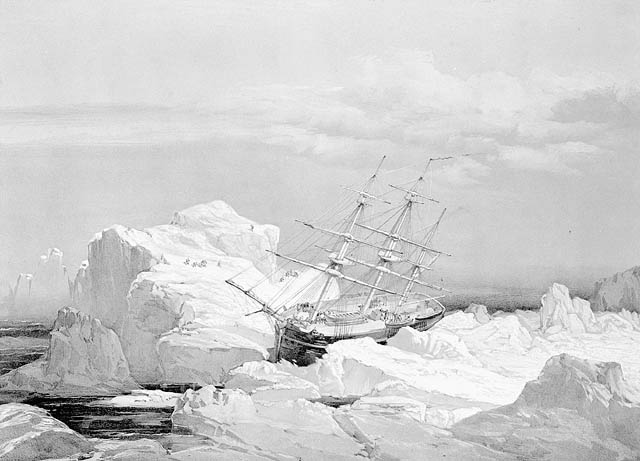
HMS Investigator, đảo Baring, 1851
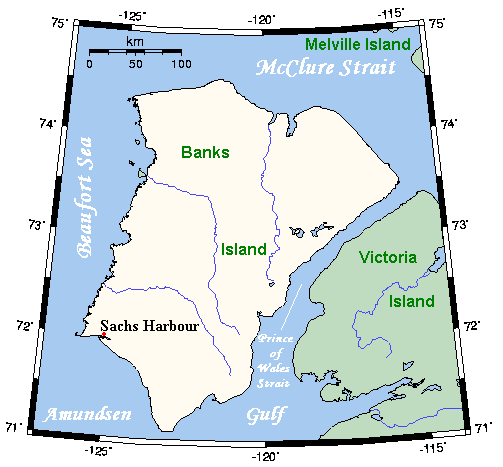
Bản đồ đảo Banks